# Poręby Stare
Poręby Stare (do 14 lutego 2002 Stare Poręby) – wieś sołecka w Polsce położona w województwie mazowieckim, w powiecie mińskim, w gminie Dobre.
W latach 1975–1998 miejscowość administracyjnie należała do województwa siedleckiego. 15 lutego 2002 nastąpiła zmiana nazwy ze Stare Poręby na Poręby Stare.
Wierni Kościoła rzymskokatolickiego należą do parafii św. Mikołaja w Dobrem.